# Valdas Trakys
Valdas Trakys (* 20. März 1979 in Kretinga) ist ein ehemaliger litauischer Fußballspieler und mehrfacher litauischer Nationalspieler.

## Karriere
Trakys begann seine Karriere 1995 für FK Panerys Vilnius, von 1997 bis 1999 spielte er für FK Žalgiris Kaunas. 2000 wechselte er dann nach Russland zu Torpedo Moskau, zwei Jahre später wechselte Trakys erneut, diesmal zum isländischen Verein FH Hafnarfjörður. In der zweiten Jahreshälfte spielte er in Italien für die AC Perugia, bevor er in der 2. Bundesliga in der Saison 2003/04 für SpVgg Greuther Fürth und VfL Osnabrück spielte. FK Kuban Krasnodar war in der zweiten Jahreshälfte 2004 seine nächste Station. 2005 ging er dann zurück nach Litauen zu Atlantas Klaipėda, spielte ab Juli bis zum Ende des Jahres für FK Orjol in Russland und wechselte danach für ein halbes Jahr wieder zu Atlantas Klaipėda. Ab Juli 2007 spielte er ein Jahr in Aserbaidschan für İnter Baku, bevor es erneut nach Litauen zurück zu Ekranas Panevėžys ging, bei denen er insgesamt zwei Jahre verbrachte.
1999 wurde Trakys mit FK Žalgiris Kaunas litauischer Meister. Diesen Titel konnte er 2009 mit Ekranas Panevėžys erneut holen. Zudem wurde er in diesem Jahr Torschützenkönig der A Lyga.
Nach der Karriere war er Trainer bei mehreren litauischen Vereinen, zuletzt bis Oktober 2024 beim FC Neptūnas.